# 센추리언 에어 카고
센추리언 에어 카고(영어: Centurion Air Cargo)는 2018년에 운항을 중단한 미국의 화물 항공사로 본사는 미국 플로리다주 마이애미에 위치해 있었으며 1985년에 설립했다. 허브 공항으로 마이애미 국제공항이 있었다.

## 보유 기종
- 2012년 3월 기준으로 센추리언 에어 카고는 다음과 같은 기종을 보유하고 있었으며 평균 기령은 18.4년이었다.[1][2]

## 같이 보기
- 미국의 없어진 항공사 목록
- 스카이 리스 카고

## 사진

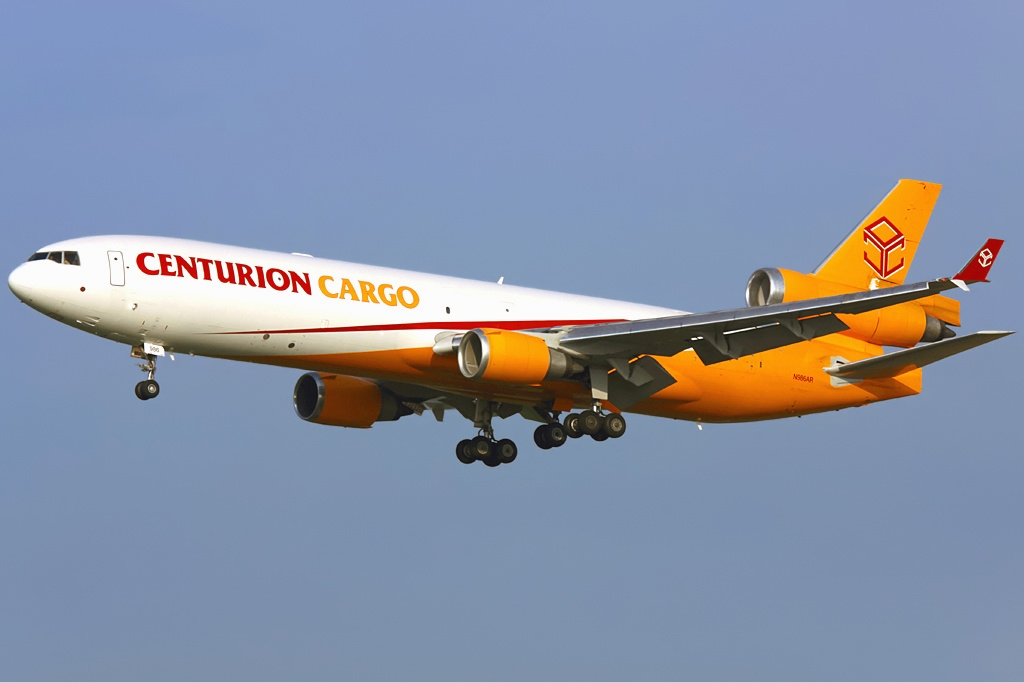
센추리언 에어 카고의 맥도넬더글러스 MD-11F (퇴역)
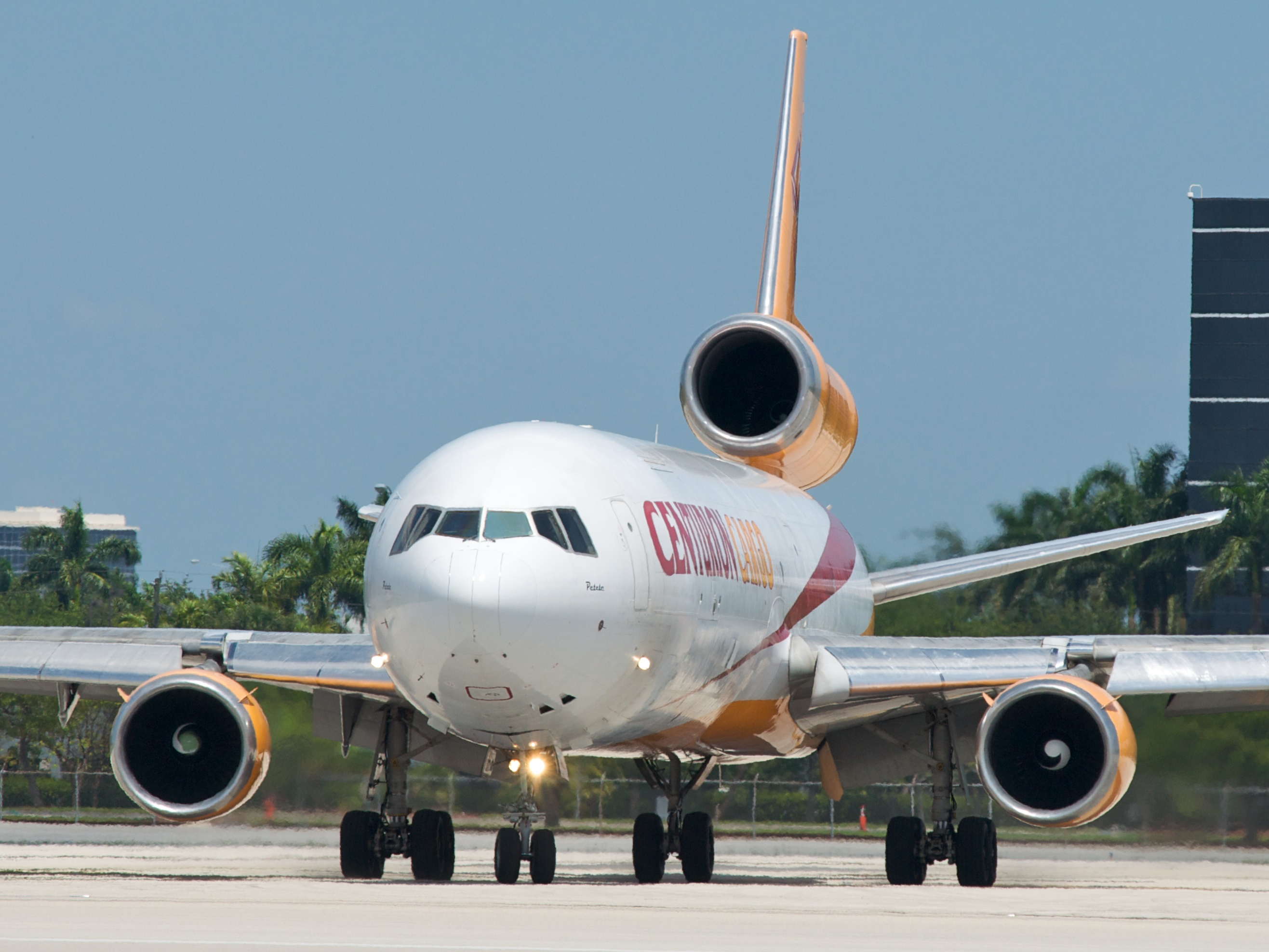
센추리언 에어 카고의 맥도넬더글러스 MD-11F (퇴역)
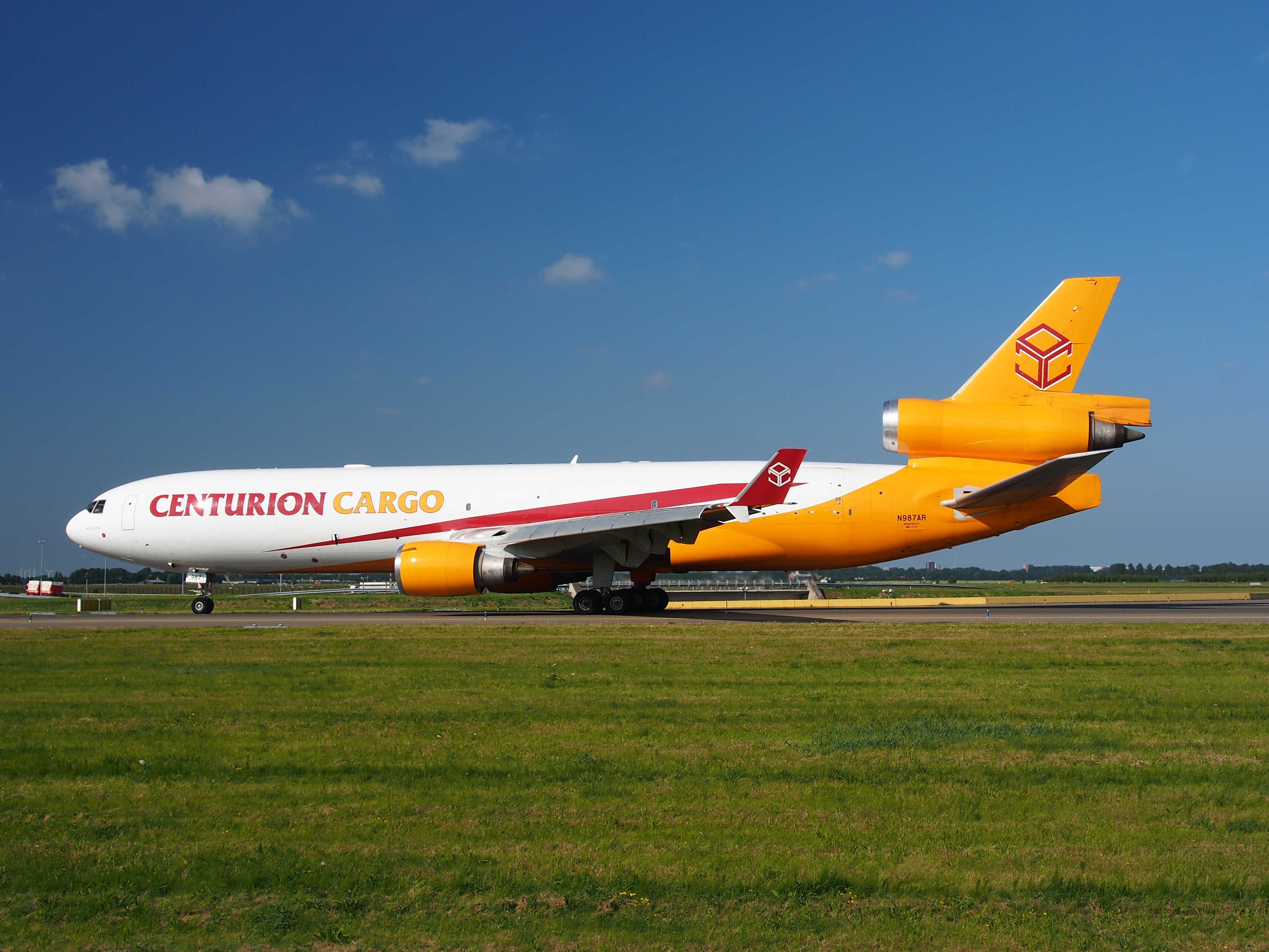
센추리언 에어 카고의 맥도넬더글러스 MD-11F (퇴역)